# Lobobunaea hannibal
Lobobunaea hannibal är en fjärilsart som beskrevs av J. Peter Maassen 1898. Lobobunaea hannibal ingår i släktet Lobobunaea och familjen påfågelsspinnare. Inga underarter finns listade i Catalogue of Life.